# Nástup Lucemburků na český trůn

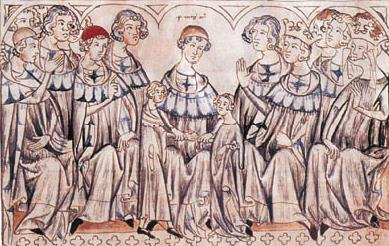
Svatba Jana Lucemburského a Elišky Přemyslovny ve Špýru (Balduineum)

Nástup Lucemburků na český trůn označuje události od počátků jednání odpůrců českého krále Jindřicha Korutanského s římskoněmeckým králem Jindřichem VII. Lucemburským roku 1309 do korunovace Jana Lucemburského a Elišky Přemyslovny v roce 1311.
Po zavraždění posledního Přemyslovce na českém trůně Václava III. roku 1306 byl českým králem zvolen vévoda Jindřich Korutanský, proti kterému v zemi stála silná opozice v řadách šlechty, duchovenstva i patriciátu. V roce 1308 byl novým římským králem zvolen lucemburský hrabě Jindřich VII. Následující rok (1309) se na něj obrátila s žádostí o pomoc část protikorutanské opozice v Čechách, v jejímž čele stáli cisterciáčtí opati Konrád Zbraslavský a Heidenreich Sedlecký. Jejich záměrem bylo svrhnout z českého trůnu Jindřicha Korutanského a dosadit na něj mladého syna Jindřicha VII. Jana, který si měl za manželku vzít Elišku Přemyslovnu, sestru Václava III. První jednání prolucemburské opozice v Čechách s římskoněmeckým králem se uskutečnilo v létě 1309 v Heilbronnu. Jindřich VII. si na této schůzce ústně potvrdil, že právoplatnou dědičkou českého trůnu je pouze Eliška Přemyslovna, a začal se českou otázkou vážně zabývat, což byl pro cisterciácké vyjednavače značný úspěch.
Na říšském sněmu, svolaném na sklonku srpna 1309 do Špýru, se Habsburkové vzdali svých nároků na české země a Jindřich VII. jim v sumě 50 000 hřiven stříbra zastavil celou Moravu. Na počátku roku 1310 se za Jindřichem VII. na další jednání do Norimberku dostavila již oficiální delegace protikorutanské strany, v čele s Jindřichem z Rožmberka a Heidenreichem Sedleckým. Výsledkem této schůzky bylo prohlášení římského krále z 31. ledna 1310, v němž sliboval, že zachová všechna práva Českého království, pokud si za krále zvolí toho, kterého jim on vybere. Rozhodující jednání prolucemburské opozice s římskoněmeckým králem proběhlo v polovině července na říšském sněmu ve Frankfurtu nad Mohanem. Petr Žitavský ve své kronice líčí, jak Jindřich VII. chtěl na sněmu českému poselstvu vnutit za českého krále místo Jana svého dospělého bratra Walrama, protože se obával Janovy přílišné mladosti. Nakonec však podle Petra Žitavského před českým poselstvem kapituloval. Žitavského vyprávění o Jindřichových snahách prosadit na český trůn Walrama ovšem zpochybnila historička Lenka Bobková. Říšský sněm ve Frankfurtu sesadil Jindřicha Korutanského a za nového českého krále určil mladého Jana Lucemburského. Brzy po tomto jednání dne 14. srpna 1310 Eliška Přemyslovna v doprovodu některých pánů opustila Čechy a vypravila se ke dvoru Jindřicha VII. do Heimbachu, kam dorazila již 25. srpna. Jindřich VII. následně 31. srpna ve Špýru udělil Janovi české země v léno. Následujícího dne kolínský arcibiskup Jindřich II. z Virneburgu Jana Lucemburského a Elišku Přemyslovnu ve špýrském dómu oddal. Jindřich VII. se pak věnoval přípravám svého tažení do Itálie a Jan Lucemburský se se svými rádci včetně Petra z Aspeltu vypravil 18. října do Čech. Po neúspěšném útoku na Kutnou Horu a Kolín obsadil Jan Lucemburský 3. prosince Prahu. Jindřich Korutanský i míšeňské oddíly následně opustili území Čech. Nástup Lucemburků na český trůn byl završen korunovací Jana Lucemburského a Elišky Přemyslovny v bazilice svatého Víta na Pražském hradě 7. února 1311.
Nástup Jana Lucemburského na český trůn předznamenal dalších 130 let vlády Lucemburků v českých zemích.

## Pozadí

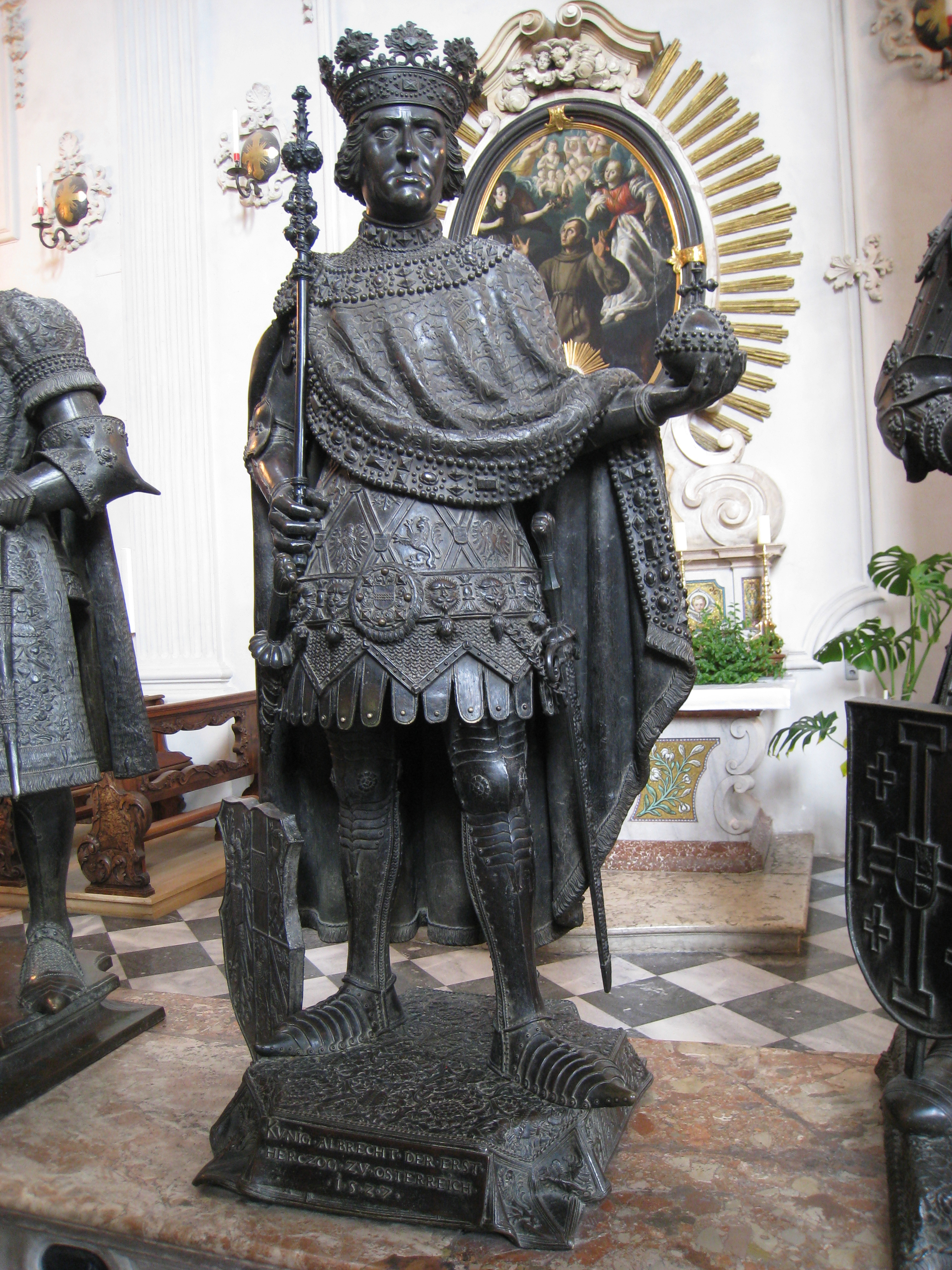
Socha Albrechta Habsburského

Po zavraždění posledního Přemyslovce na českém trůně Václava III. byl roku 1306 českým králem zvolen vévoda Jindřich Korutanský, manžel Václavovy sestry Anny Přemyslovny. Ještě téhož roku však Korutance ze země vypudil římský král Albrecht Habsburský, který na český trůn dosadil svého syna Rudolfa Habsburského. Rudolf ovšem již v roce 1307 skonal a vlády se znovu chopil Jindřich Korutanský, jenž však v zemi nedokázal nastolit pořádek. V řadách šlechty, duchovenstva i patriciátu proti němu totiž stála silná opozice. Jindřich zároveň musel čelit novým pokusům Albrechta Habsburského dobýt Čechy pro svého dalšího syna Fridricha Sličného. Snahy Habsburků ovládnout české země byly zmařeny až zavražděním Albrechta Habsburského jeho synovcem Janem Parricidou v roce 1308. Novým římským králem byl, především díky svému bratrovi, trevírskému arcibiskupovi Balduinovi a mohučskému arcibiskupovi Petrovi z Aspeltu, zvolen otec Jana Lucemburského, hrabě Jindřich VII. Lucemburský.

## Průběh

### Schůzka v Heilbronnu a říšský sněm ve Špýru (červenec 1309 – září 1309)
Postupem času se mezi odpůrci českého krále Jindřicha Korutanského začaly objevovat návrhy na panovníka, který by měl Jindřicha na českém trůně nahradit. Mezi novými uchazeči o český trůn se objevil míšeňský markrabě Fridrich Pokousaný, rakouský vévoda Fridrich Sličný a patrně i lehnický kníže Boleslav III. Marnotratný, manžel dcery zesnulého českého krále Václava II. Markéty Přemyslovny. Zároveň postupně začala krystalizovat prolucemburská opozice, jež si vzala za cíl sesadit z českého trůnu Jindřicha Korutanského a dosadit místo něj Jana Lucemburského, mladičkého syna nového římskoněmeckého krále Jindřicha VII. Jan se podle jejich plánů měl oženit s dcerou Václava II. Eliškou Přemyslovnou. Tento úmysl měl své zastánce mezi šlechtou, preláty i patriciátem. V čele této skupiny stanuli cisterciáčtí opati – opat sedleckého kláštera Heidenreich a opat zbraslavského kláštera Konrád z Erfurtu. Důvod, proč se tito muži přidali do prolucemburské opozice, lze podle Josefa Šusty spatřovat v kořistnické politice Jindřicha Korutanského vůči cisterciáckým klášterům. V pozadí tohoto projektu zřejmě stál mohučský arcibiskup a důvěrník římského krále Petr z Aspeltu, jenž měl v českém prostředí mnoho kontaktů. Konrád a Heidenreich se fakticky stali spojovacím článkem mezi římským králem a představiteli protikorutansky orientované české šlechty v čele s Jindřichem z Rožmberka.

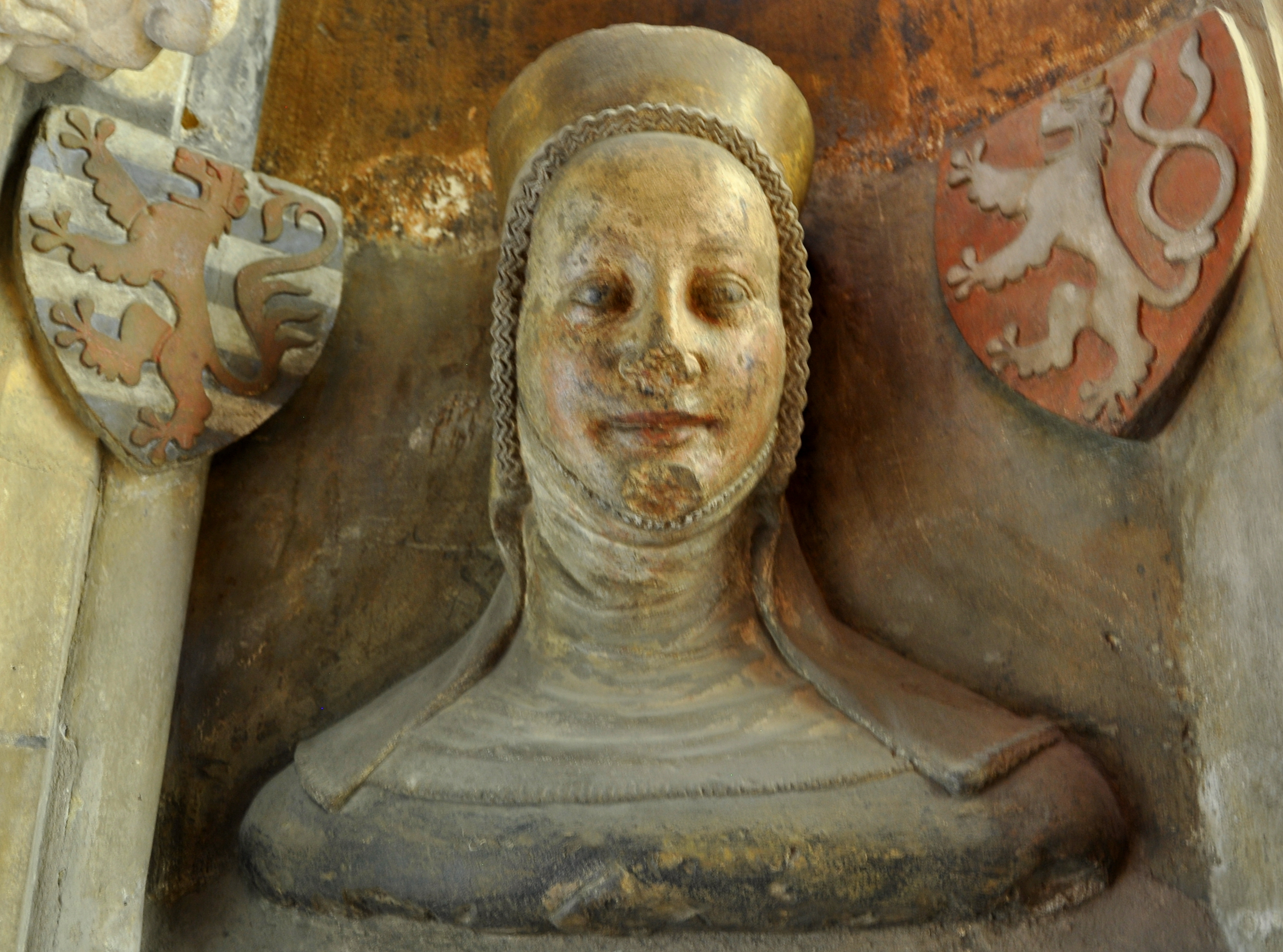
Busta Elišky Přemyslovny ve svatovítské katedrále (Petr Parléř)

Nejprve bylo nutno zjistit, zda je Eliška Přemyslovna ochotna realizovat záměry cisterciáckých opatů a vdát se za Jana Lucemburského. Podle kronikáře Petra Žitavského se Eliška setkala s Konrádem Zbraslavským někdy v červenci roku 1309 u svatovítské baziliky na Pražském hradě. S připravovaným spiknutím proti Korutancovi mladá „Václavovna“ souhlasila. Pravděpodobně se již předtím zabývala zoufalou situací v zemi a byla rozhodnuta udělat vše pro její zlepšení. Činila tak s vědomím, že přinese závažný rozkol do svého vztahu se svou sestrou Annou, manželkou Jindřicha Korutanského, a bude muset opustit svatojiřský klášter na Pražském hradě, kde pobývala.
Pozice Elišky Přemyslovny byla velmi netradiční. V plánování sňatku, na rozdíl od jiných princezen, totiž nehrála pouze pasivní roli. Neprovdával ji navíc nikdo z jejího příbuzenstva, nýbrž část zemské obce, což bylo značně neobvyklé.

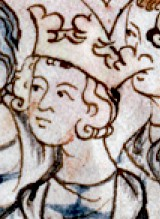
Jindřich VII. (Balduineum)

Dne 4. srpna se opat Konrád Zbraslavský, doprovázený budoucím kronikářem Petrem Žitavským, vypravil z Prahy, aby se zúčastnil zasedání generální kapituly cisterciáckého řádu v Cîteaux. Dne 13. srpna dorazil do Heilbronnu, kde právě sídlil dvůr římského krále Jindřicha VII. Dal tedy přednost jednání s ním a do Citeaux se vydal až později. Dne 14. srpna začalo v Heilbronnu první neoficiální jednání zástupců protikorutanské strany v Čechách, tedy Konráda Zbraslavského a Petra Žitavského, s Jindřichem VII. Schůzka se odehrála ve zdech místního minoritského kláštera a byli u ní přítomní již zmíněný mohučský arcibiskup Petr z Aspeltu a vicekancléř římského krále opat Jindřich z Villers-Bettnachu. Oba muži byli protikorutanskému táboru v Čechách značně nakloněni. Podrobný popis tohoto setkání podal ve své Zbraslavské kronice Petr Žitavský, jenž se ho osobně zúčastnil. Podle něj za opaty hovořil především Konrád, který Jindřichovi vylíčil katastrofální situaci v Českém království, jemuž vládne nehodný král, a obhajoval dědické nároky Elišky Přemyslovny na český trůn.
Jestliže zde zaznělo jméno Eliščina případného ženicha, tak zatím pouze neoficiálně. Jindřich VII. nakonec údajně prohlásil, že „žádná jiná dívka nebo žena z kteréhokoli cizího národa nesmí se stát královnou v Čechách než Eliška, dcera krále Václava, beze zření na jakoukoli překážku, která by se snad měla naskytnout,“ což byl pro cisterciácké vyjednavače značný úspěch. Jindřich VII. se českou otázkou tedy začal vážně zabývat. Petr Žitavský ve své kronice vypráví, že Jindřich VII. nad Janovou kandidaturou na český trůn dlouho váhal. Podle historičky Lenky Bobkové se však toto kronikářovo tvrzení jeví jako dosti nepravděpodobné, protože Jindřich si podle ní už od počátku uvědomoval význam titulu českého krále, k němuž se vázal kurfiřtský hlas a samotné České království, jež Lucemburkům mohlo posloužit jako pevná mocenská základna. Lucemburk se podle Bobkové pouze snažil vyhnout nebezpečím, která s sebou přinášela podpora protikorutanské opozice v českých zemích. Nebylo totiž ještě zcela jisté, zda se Janova kandidatura v Čechách prosadí. Zákrok proti tehdejšímu českému králi navíc mohl vyvolat konflikty v říši.
V září 1309 se ve Špýru konal říšský sněm, který Jindřich VII. využil na odražení mocenských zájmů Habsburků na české země. Dosáhl zde uzavření dohody, v níž se Habsburkové vzdali všech svých nároků na český trůn a slíbili podporu Jindřicha v záměru získat české země pro svého syna Jana. Římskoněmecký král jim zároveň za sumu 50 000 hřiven stříbra zastavil celou Moravu. I přesto však Habsburkové na Moravě ovládali jenom tři města. Jindřich VII. následně Habsburkům potvrdil jimi držené země a nad vrahy jejich otce vyřkl říšskou klatbu. Leopold Habsburský na oplátku přislíbil svou účast na Jindřichově plánované římské jízdě. Posléze Jindřich ve špýrské katedrále uspořádal slavnostní uložení ostatků Albrechta Habsburského a Adolfa Nasavského, svých dvou předchůdců soupeřících o římskou korunu. Zlatým hřebem sněmu bylo Jindřichovo slavnostní prohlášení, v němž se zavázal k tomu, že v říjnu roku 1310 vyrazí na římskou jízdu.

### Míšňané a Korutanci v Čechách a jednání v Norimberku (říjen 1309 – květen 1310)

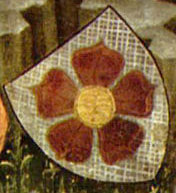
Erb pánů z Rožmberka (výřez z obrazu Mistra vyšebrodského oltáře)

V říjnu roku 1309 Jindřich Korutanský pozval do Čech od svého bratra Oty III. z Korutan družinu o osmdesáti mužích vedenou korutanským šlechticem Konrádem z Aufensteina a jeho bratrem Jindřichem z Aufensteina, aby upevnil své postavení v zemi. Aufensteinové po příchodu do země vložili posádku do Pražského hradu a Kutné Hory. Příchod korutanských vojáků do Čech však domácí prostředí spíše podráždil.
V prosinci 1309 se Heidenreich tajně vydal do Porýní, aby zde připravil další jednání římského krále s některými českými magnáty. V jejich čele stáli významní šlechtici Jindřich z Rožmberka, Albrecht ze Žeberka a Fridrich ze Šumburka. Jindřich z Rožmberka byl sice původně podporovatelem habsburské kandidatury, ale po úmluvách Lucemburků a Habsburků na říšském sněmu ve Špýru své stanovisko změnil a připojil se k prolucemburské opozici. Setkání Jindřicha se zástupci české šlechty proběhlo v lednu 1310 v Norimberku. Bylo završeno několika listinami vydanými Jindřichem VII. dne 31. ledna. V nejdůležitější listině římský král sdělil, že zachová práva všech obyvatel Českého království, pokud si za krále zvolí muže, kterého jim navrhne. Šlechtice, kteří byli přítomni jednání, pověřil, aby toto rozhodnutí ohlásili všude, kde to budou považovat za vhodné. Další listina byla adresována Albrechtovi ze Žeberka, jemuž potvrzovala všechna privilegia jež Albrecht obdržel od římského krále Albrechta Habsburského a jeho syna Rudolfa Habsburského. V listině vydané ve prospěch stejnojmenného otce Fridricha ze Šumburka mu Jindřich VII. schválil úřad župana v Kadani.
Lucemburk do Čech rovněž vyslal zvláštní poselstvo, jež mělo prověřit, zda se v Čechách vše skutečně odehrává tak, jak římskému králi popsal protikorutanský tábor. Toto poselstvo sestávalo z mohučského arcibiskupa Petra z Aspeltu a hrabat Albrechta z Hohenlohe a Bertholda z Hohenbergu. Metropolitní hodnost dávala Petrovi z Aspeltu dobrou záminku k návštěvě Čech. Jindřich VII. na zprávy poselstva čekal v Norimberku. Albrechta z Hohenlohe a Bertholda z Hohenbergu však zajal korutanský maršálek Jindřich z Aufensteina, jenž je propustil až po pěti dnech, když mu slíbili, že Čechy okamžitě opustí. I Petr z Aspeltu se už na konci března 1310 nacházel mimo Čechy v Chebu. Zvláštní poselstvo následně Jindřicha VII. ubezpečilo o tyranství Jindřicha Korutanského.

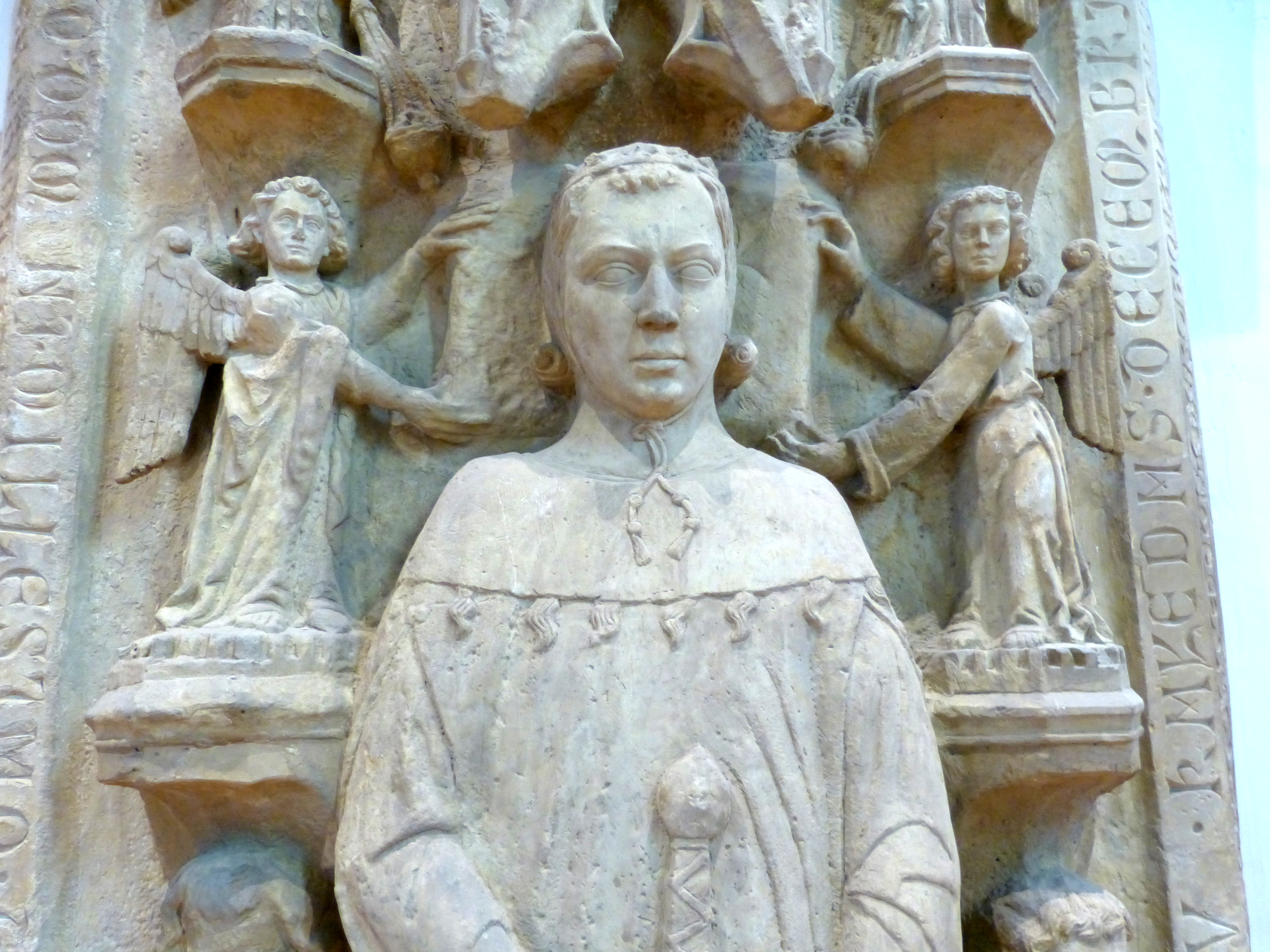
Náhrobek Fridricha I. Míšeňského v Eisenachu

Současně se od Jindřicha Korutanského odklonili jeho dosavadní přívrženci a mocní velmožové Jindřich z Lipé a Jan z Vartenberka, kteří kvůli příchodu korutanské družiny do Čech v čele s Aufensteiny postupně ztráceli svůj vliv na panovníka. V únoru 1310 probíhala v Praze jednání mezi Jindřichem Korutanským a Fridrichem Kulhavým, jenž zde zastupoval svého otce míšeňského markraběte a durynského lankraběte Fridricha I. Pokousaného. Obě strany se zavázaly, že si navzájem pomohou proti komukoliv. Fridrich také přislíbil, že Jindřichovi Korutanskému do Čech přitáhne na pomoc. Jako záruku za náklady na přípravu této výpravy mu český král zastavil města Litoměřice, Most, Louny a Mělník, čímž si Wettinové zajistili vládu nad většinou severních Čech. Do Fridrichovy moci se měla dostat i věž Pražského hradu, ačkoli ji jeho jménem měl stále ovládat korutanský maršálek Konrád z Aufensteina. Dále bylo dohodnuto, že pokud by Jindřich České království na čas opustil, Fridrich ho měl na českém trůně za jeho nepřítomnost zastupovat. Pokud by Korutanec zemřel bezdětný, český trůn měl za podmínky, že zajistí královnu-vdovu Annu, zdědit Fridrich. Touto dohodou se míšeňský markrabě de facto měl chopit vlády v českých zemích. Na počátku května 1310 od něj do Čech skutečně dorazila vojenská pomoc vedená Albrechtem z Barby, Otou z Eilenburgu a plavenským fojtem Jindřichem.
Mezi přívrženci Jindřicha Korutanského brzy vznikl plán, jak Elišce Přemyslovně překazit připravovaný sňatek s Janem Lucemburským. Celou akci inicioval zřejmě Fridrich Pokousaný. Podle tohoto plánu měla být Eliška násilím provdána za nevýznamného míšeňského barona Otu z Bergova. Eliška se tomuto nerovnému sňatku samozřejmě bránila. Dostala se proto pravděpodobně do velmi svízelné situace, ze které 28. května vyvázla díky tajnému útěku z Pražského hradu na Vyšehrad, kde na ni čekal Jan z Vartenberka, jenž ji následně doprovodil do Nymburku. Podle vyprávění Petra Žitavského se Elišku Přemyslovnu ještě před plánováním jejího sňatku s Otou z Bergova neúspěšně pokusila otrávit její sestra a manželka Jindřicha Korutanského Anna Přemyslovna, což se ovšem jeví jako velmi nepravděpodobné.

### Zemský sněm v Praze a říšský sněm ve Frankfurtu (červen 1310 – červenec 1310)

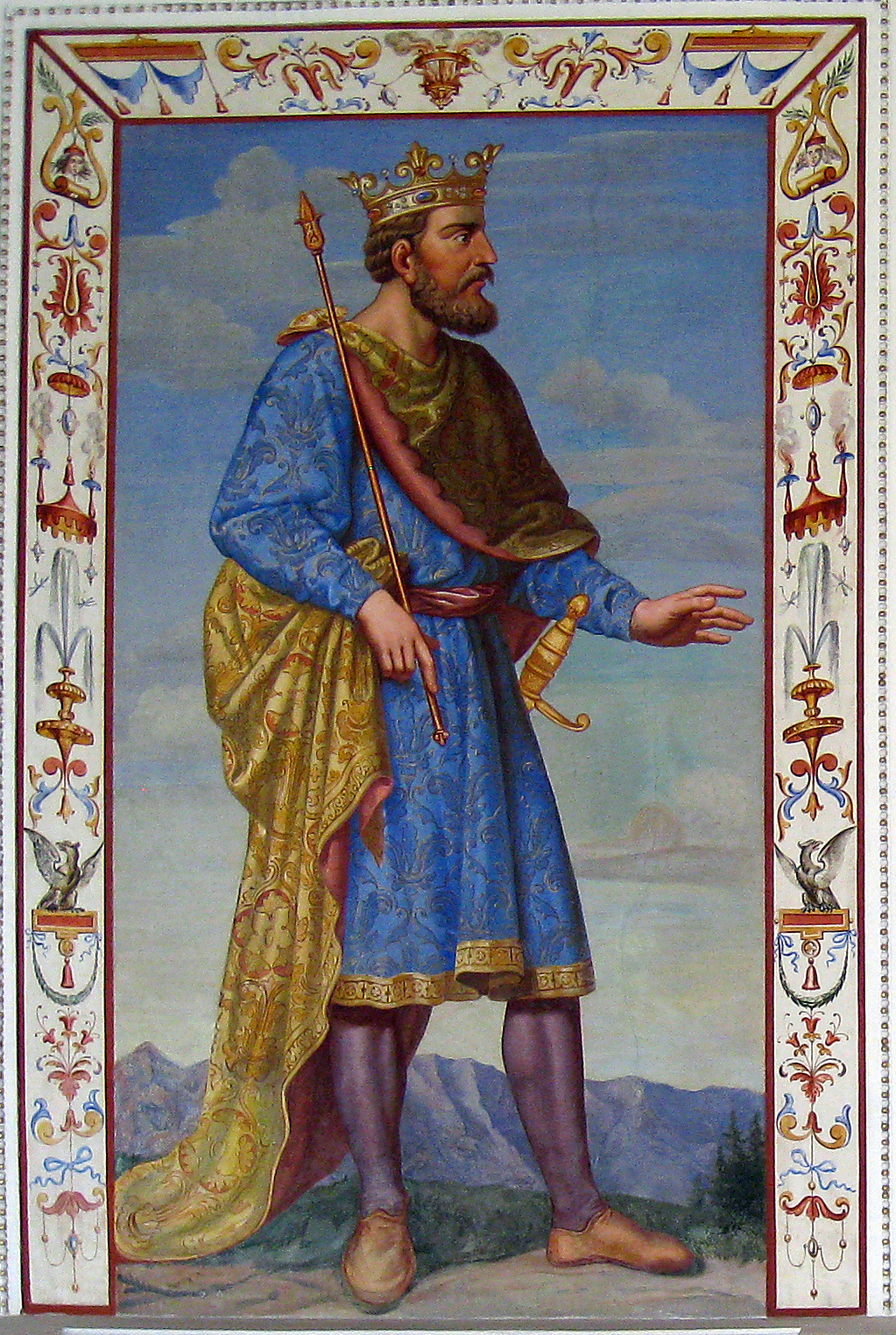
Podobizna Jindřicha Korutanského na zdi ve Španělském sále zámku Ambras u Innsbrucku

V polovině června 1310 před Pražským hradem vypukl boj mezi vojáky protikorutansky orientované šlechty a míšeňsko-korutanským vojskem. V tomto souboji se na straně české šlechty zvlášť vyznamenal Vítek z Landštejna. Korutanci vedení Jindřichem z Aufensteina byli na hlavu poraženi a Prahu ovládli odpůrci Jindřicha Korutanského. Jen Pražský hrad zůstal v Korutancově moci. Dne 29. června do Prahy vítězní páni přivedli Elišku Přemyslovnu, která se dosud skrývala v Nymburku. Na straně Jindřicha Korutanského zůstali především šlechtici z východních Čech, mezi nimiž vynikali Oldřich z Lichtenburka, Václav a Čeněk ze Žleb, Zdislav ze Šternberka, Dětřich ze Žiželic a Hrabiše z Paběnic. Do Prahy byl následně svolán zemský sněm, na němž se projednávalo sesazení Jindřicha Korutanského. Podle mínění Petra Žitavského mezi jeho účastníky vyvolala zjevný odpor zpráva z Norimberku o tom, že Jindřich VII. chce na český trůn dosadit místo svého syna Jana raději svého bratra Walrama. Walramovi totiž bylo kolem třiceti let a měl pověst panovačného a rozhodného muže, který si liboval v okázalých hostinách a turnajích. České panstvo se proto obávalo, že by za jeho vlády nemohlo rozhodovat o svém majetku a postavení ve státě. Mladičký Jan by se v jejich rukou naopak mohl stát povolným politickým nástrojem. Historička Lenka Bobková však kronikářovo tvrzení o tom, že by Jindřich VII. na český trůn raději dosadil Walrama, odmítá. Domnívá se, že římský král potřeboval Walrama více na své připravované římské jízdě, než na českém trůně. Královské důstojenství navíc chtěl získat především pro svého dědice, neboť ten by pak měl větší šanci na udržení římské koruny v lucemburském rodě.
Zemský sněm v Praze se každopádně rozhodl za římskoněmeckým králem vyslat poselstvo, jež mělo sněm zpravit o královu stanovisku. Jindřich Korutanský s českou šlechtou mezitím uzavřel příměří. Poté, co se dozvěděl o záměru zemského sněmu vyslat za římským králem poselstvo, prostřednictvím Konráda z Aufensteinu a Jindřicha z Rotenburgu sněmu tento úmysl zakázal. Sněm do Německa své zástupce ale vyslal i navzdory Korutancově varování. V čele delegace opět stanuli cisterciáčtí opati Konrád Zbraslavský, Heidenreich Sedlecký a Jan, opat plaského kláštera. Zemské panstvo zastupovali Jan z Vartenberka, Bohuslav ze Švamberka a Boru a Ota, zplnomocněnec Viléma Zajíce z Valdeka. V delegaci nechyběli ani zástupci pražského měšťanského patriciátu, jimiž se stali Eberlin od Kamene, Ota Wigolais, Ebruš Poplinův a Konrád z Chebu. Kutnou Horu zastupovali dva klerikové, kněží Tillman Luclin a jistý Konrád.

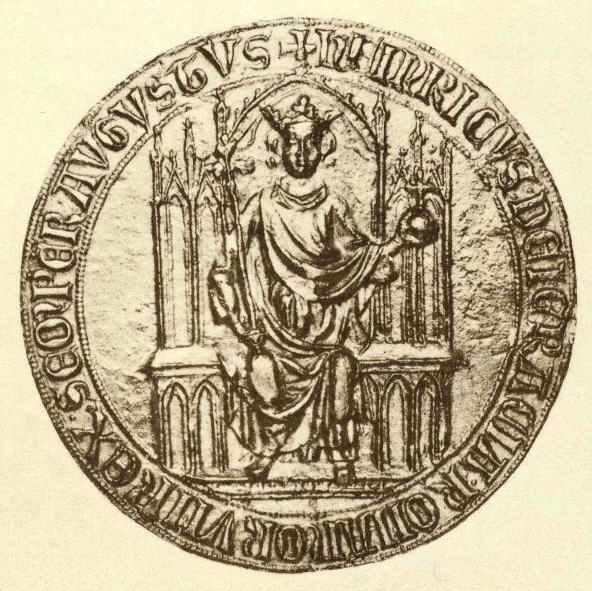
Královská pečeť Jindřicha VII.

Dne 12. července česká delegace dorazila na říšský sněm ve Frankfurtu nad Mohanem, kde se setkala s římským králem. Byli zde kromě delegátů a římského krále přítomni mohučský arcibiskup Petr z Aspeltu, kolínský arcibiskup Jindřich II. z Virneburgu, rýnský falckrabě a hornobavorský vévoda Rudolf I. Falcký, eichstättský biskup Filip z Rathsamhausenu, dále štrasburský, lutyšský, münsterský a špýrský biskup, hrabata Berthold z Hennebergu a Ludvík z Öttingen a řada dalších prelátů, knížat, hrabat i pánů. Na program říšského sněmu Jindřich VII. zařadil především českou otázku. Podle Petra Žitavského se na něm pokoušel přesvědčit české delegáty o tom, že Walram bude vhodnější český král, než jeho mladičký syn Jan. Odpor Čechů proti tomuto Jindřichově návrhu byl však podle Petra tak silný, že mu římskoněmecký král musel ustoupit. Petr Žitavský uvádí, že o králův ústupek se přičinil také Petr z Aspeltu. Jak již bylo řečeno výše, historička Lenka Bobková toto kronikářovo vyprávění považuje za nepravděpodobné.
Rozhodující jednání na říšském sněmu ve Frankfurtu bylo nakonec završeno listinou z 25. července 1310, v níž římskoněmecký král souhlasil s tím, že si jeho syn Jan v Německu vezme Elišku Přemyslovnu a nastoupí na český trůn. Datum sňatku bylo stanoveno na 1. září. Česká delegace se zavázala, že České království bude Janovi vydáno bez překážek. Říšská knížata přítomná na tomto sněmu se z Jindřichova popudu následně usnesla, že Jindřich Korutanský vládne v českých zemích nelegitimně a vyjádřila svůj souhlas s tím, že římský král chce na český trůn dosadit svého syna.
České poselstvo bylo možná poněkud zaskočeno či zklamáno, protože po Jindřichovi VII. požadovalo pouze potvrzení panovníka, kterého si v Čechách v duchu Zlaté buly sicilské sami zvolí, nikoli aby jim římský král vládce vybral. Záležitost ale patrně již dál neřešilo, neboť výsledek byl stejný – Jan Lucemburský si měl vzít Elišku Přemyslovnu a nastoupit na český trůn. Přispělo k tomu možná také to, že fakticky šlo o nastolení vzdorokrále. Zlatou bulu sicilskou české poselstvo navíc nemělo u sebe, protože ji už od roku 1306 ve své kanceláři zadržovali Habsburkové. České poselstvo tedy sice nedosáhlo svobodné volby krále, ale docílilo Jindřichova souhlasu se svatbou Elišky s Janem.
Následovalo obvyklé potvrzování privilegií české šlechty. Jindřich VII. například celé Žitavsko ustanovil jako dědičné území Jindřichovi z Lipé a rovněž slíbil, že po Janově nástupu na český trůn si pán z Lipé podrží funkci nejvyššího maršálka. Dne 28. července opustila česká delegace Frankfurt. Ve Windesheimu české delegáty zastihla velmi nepříjemná zpráva od Štěpána, dvorního krejčího, vyslaného princeznou Eliškou Přemyslovnou. Štěpán vyslancům sdělil, že Fridrich Míšenský na pomoc Korutancovi do Čech vyslal další vojsko pod vedením svého syna Fridricha Kulhavého, které se 18. července znovu zmocnilo Kolína a Kutné Hory, kterou dosud ovládal Jan z Vartenberka. Dne 28. července Jindřichovi Korutanskému navíc věrnost slíbila řada českých šlechticů, a to především Oldřich z Lichtenburka. Zatímco cisterciáčtí opati v Německu zůstali a uchýlili se do kláštera Ebrachu, zbylí delegáti spěchali zpět do Čech.

### Sňatek Jana a Elišky (srpen 1310 – září 1310)

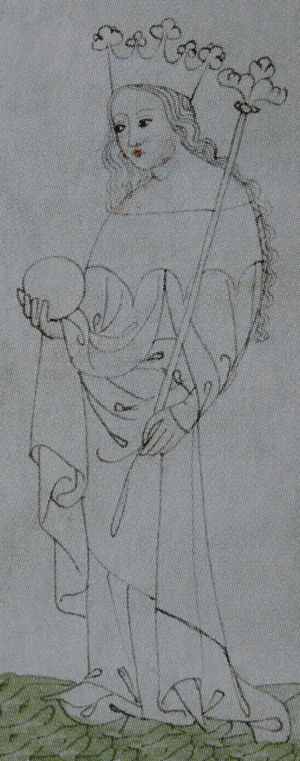
Eliška Přemyslovna (Petr Žitavský, Zbraslavská kronika)

Čeští delegáti okamžitě po svém návratu do Čech z říšského sněmu ve Frankfurtu přiměli Elišku Přemyslovnu, aby se co nejdříve vydala na cestu do Špýru, kde měla proběhnout její svatba s Janem. Elišku o výsledku jednání informoval patrně už jejich spěšný posel, jenž do Čech dorazil 1. nebo 2. srpna. Samotná delegace do Čech dojela až 7. srpna. Jindřich Korutanský se o rozhodnutí Jindřicha VII. sice patrně dozvěděl, ale Elišce se v odjezdu z Prahy neodvážil zabránit, protože by se tak otevřeně postavil proti rozhodnutí římského krále. Vůči Elišce se pouze rozpoutala vlna pomluv. Prolucemburská strana za vypůjčené peníze Elišce opatřila slavnostní výbavu v ceně přes tisíc hřiven stříbra. Podle Františka Pražského pražský biskup Jan IV. z Dražic Elišce na cestu daroval koně.
Dne 14. srpna 1310 Eliška Přemyslovna vyjela z Prahy. Doprovázela ji družina o 20 až 30 mužích v čele s Hynkem Krušinou z Lichtenburka a Markvartem ze Zvířetic. Dne 18. srpna Eliška dorazila do Norimberku, odkud za cisterciáckými opaty vyslala posla do kláštera Ebrachu. Setkala se s nimi o tři dny později v Mergantheimu. Průvod poté pokračoval do Wimpfenu na Neckaru. Následně se Eliška s opaty vydala do Sinsheimu, kde se 23. srpna setkala se strýcem svého budoucího chotě Walramem Lucemburským, jenž ji doprovodil do Špýru, kde přenocovali. Dne 25. srpna Eliška s opaty a Walramem konečně dorazila na dvůr Jindřicha VII., který zrovna prodléval v Heimbachu. Nastávající tchán Elišce naproti vyslal početné poselstvo. Královský pár Elišku prý přijal velmi přívětivě. Podle Zbraslavské kroniky Jindřich VII. prohlásil:
| „                     | Hle, tu stojí můj jednorozený, ženich tvůj, on syn a ty dcera; dobře ti bude v domě mém, žádná věc ať tě nezarmoutí, zapomeň na lid svůj a otcovský dům, jestliže se ti tam snad stalo něco na obtíž, vesel se nyní dosti, dcero milovaná! | “ |
| — Zbraslavská kronika | |   |

Královna Markéta Brabantská Elišku dokonce několikrát políbila. Rozruch na Jindřichově dvoře však způsobil Eliščin vzhled. Vyhlížela totiž jako zkušená a dospělá žena, nevhodná pro o čtyři roky mladšího čtrnáctiletého mladíka. Podle kroniky Matyáše z Neubrugu se dokonce ozvaly pochybnosti o jejím panenství, Eliška se ale nechala podrobit prohlídce, jež její panenství prokázala. Petr Žitavský, jenž byl u těchto událostí osobně přítomen, ve své kronice uvedl, že Jindřich VII. byl z Eliščina vzhledu tak rozrušen, že se znovu vrátil k myšlence, aby se Eliška namísto čtrnáctiletého Jana vdala za jeho třicetiletého bratra Walrama. Cisterciáčtí opati jeho záměr podle Petra ale opět zavrhli. Lenka Bobková si však nemyslí, že by se římskoněmecký král nechal zmást Eliščiným dospělým vzhledem. Ještě v Heimbachu poté proběhla okázalá hostina, při které Eliška seděla mezi Janovou matkou Markétou Brabantskou a Janovou babičkou Beatrix z Avesnes, matkou Jindřicha VII. V Heimbachu zároveň probíhala jednání římského krále s českými delegáty. Jindřich českým poslům vyčinil ztrátu Kutné Hory a vyžádal si od nich slib, že Jana v Čechách skutečně podpoří. Obstaral si od nich též rukojmí.

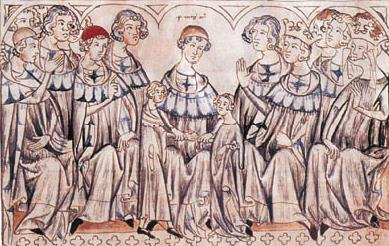
Svatba Jana Lucemburského a Elišky Přemyslovny ve Špýru (Balduineum)

Dne 31. srpna se Jindřichův dvůr přesunul do Špýru, kam římskoněmecký král svolal říšský sněm. Po slavnostním uvítání byla zahájena hostina. Jindřich VII. přítomným říšským knížatům následně sdělil, že na základě úmluv z nedávného říšského sněmu ve Frankfurtu má v úmyslu svému jedinému synovi udělit České království v léno. Přítomná společnost se posléze shromáždila na prostranství před západním portálem špýrského dómu, aby mohla sledovat, jak s okázalým průvodem přijel na koni Jindřichův syn Jan, jenž následně sesedl z koně a poklekl před svého otce sedícího na trůnu. Jan římskému králi složil slavnostní přísahu a Jindřich VII. ho poté ustanovil českým králem a udělil mu české země v léno. Obřad Jindřich ukončil polibkem svého syna a přihlížející propukli v jásot. Téhož dne večer kolínský arcibiskup Jindřich II. z Virneburgu Jana Lucemburského a Elišku Přemyslovnu ve špýrské katedrále slavnostně oddal. Následujícího dne se všichni přítomní odebrali na slavnostní mši do špýrského dómu, kterou sloužil Petr z Aspeltu, jenž po čtení z Bible novomanželům požehnal. Při následující hostině byl nad Janovou hlavou vyvěšen praporec se znakem Českého království. Navečer pak byl Jan a Eliška poprvé spojeni na manželském loži. Celé svatební slavnosti doprovázely hostiny, tance a rytířská klání.

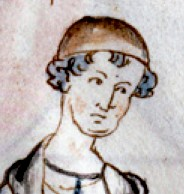
Petr z Aspeltu (Balduineum)

Už den po svatbě Jan vydal svou první listinu jako „zvolený český král, prvorozený syn nejjasnějšího pana Jindřicha, římského krále“, ve které odměnil arcibiskupa Jindřicha Kolínského. Listinu však opatřil pouze svou pečetí lucemburského hrabství, protože pečeť Českého království prozatím ještě nevlastnil. Dne 7. září Jindřich VII. vydal listinu, v níž přislíbil poskytnout Albrechtovi z Hohenlohe finanční prostředky zástavou několika vesnic. Albrecht z Hohenlohe totiž měl být jeden z rádců, kteří měli mladého českého krále doprovázet na tažení do Čech. Vojenská hotovost se k tomuto tažení měla sejít 24. září 1310 v Norimberku. Jindřich VII. se následně s Janem i Eliškou uchýlil do Kolmaru, kde spolu s nimi strávil osm dní. Dne 13. září vydal listinu, v níž Jana ustanovil generálním říšským vikářem za Alpami, tedy svým náměstkem v říši s výjimkou Itálie po dobu své nepřítomnosti. Chystal se totiž na římskou jízdu za císařskou korunou do Itálie. Janova hodnost byla omezena na dobu pěti let. Tímto krokem se Jindřich pokusil upevnit Janovo postavení. Poručníkem mladičkého krále se měl stát Petr z Aspeltu, v jehož prospěch Jindřich VII. vydal mnoho listin. Dne 16. září se Petr z Aspeltu dostavil za Jindřichem do Kolmaru, kde od římského krále přijal místo poručníka mladého Jana. Jindřich VII. ho rovněž obdařil plnou mocí jednat ve jménu římského krále. Stejné výsady obdržel hrabě Berthold VII. z Hennebergu, protože i on měl Jana doprovázet do Čech. Dne 21. září se Jindřich rozloučil se svým synem a snachou. Zatímco on nastoupil na kampaň do Itálie, Jan spolu s Eliškou a svými rádci začal v Norimberku připravovat tažení do Čech.

### Tažení do Čech (září 1310 – prosinec 1310)

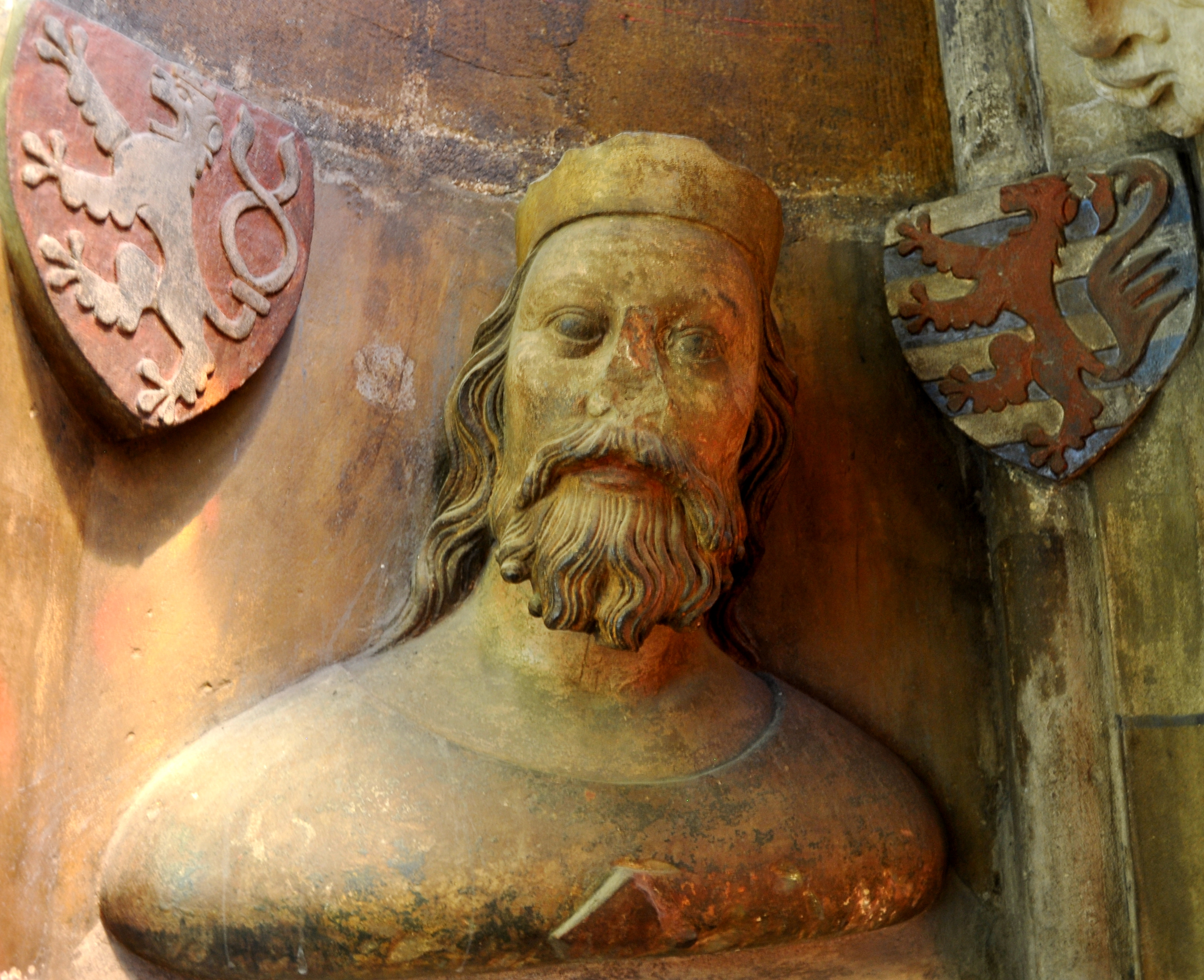
Busta Jana Lucemburského v katedrále svatého Víta v Praze (Petr Parléř)

Shromažďování vojska v Norimberku na tažení do Čech se protáhlo až do poloviny října 1310, ačkoli sraz vojska byl určen už na 24. září. Celé tažení zdržel především Rudolf I. Falcký, který do Norimberku s pěti sty jezdci dorazil až v polovině října. Na počátku září 1310 mezitím Prahu, kterou držela protikorutanská opozice, oblehly míšeňské jednotky. Vniknout do Prahy se Míšňanům však podařilo až 14. září, kdy po neúspěšném odporu vojska Vítka z Landštejna ovládli celé město. Zatímco Jindřich Korutanský se stále ukrýval na Hradě, Fridrich Kulhavý se de facto zmocnil vlády nad celým královstvím.
Dne 18. října se výprava Jana Lucemburského konečně vydala z Norimberka vstříc českým hranicím. Jana doprovázeli jeho poručníci Petr z Aspeltu a Berthold z Hennebergu, dále například eichstättský biskup Filip, fuldský opat Jindřich, hrabata Albrecht z Hohenlohe a Ludvík z Öttingen, norimberský purkrabí Fridrich a rýnský falckrabě Rudolf I. Výprava přešla hranice Českého království přes Chebsko, následně překročila Ohři, při čemž několik vojáků utonulo, a kolem Loun pokračovala k Roudnici nad Labem, odkud zamířila ke Kutné Hoře. Podpořily ji rovněž oddíly Jindřicha z Lipé a také oddíly dosud neutrálního pražského biskupa Jana z Dražic. Dne 19. listopadu Jan se svým vojskem stanul před Kutnou Horou, jejíž obsazení však selhalo, protože město s podporou měšťanů udatně hájil korutanský maršálek Jindřich z Aufensteina. I sám Jindřich z Lipé byl při útoku na Kutnou Horu lehce zraněn. Jan se proto rozhodl obsadit Kolín, jenž se, přesto, že mu Petr z Aspeltu sliboval mnoho výsad, zachoval stejně jako Kutná Hora. Vyčerpané vojsko proto nakonec vytáhlo na samotnou Prahu, před kterou rozbilo tábor 28. listopadu. Ztroskotal ovšem i útok na ni.
Jelikož se blížila zima, stoupala v lucemburském ležení netrpělivost a malomyslnost. Rudolf I. dokonce začal plánovat, že české země se svým vojskem opustí. Petr z Aspeltu si ale byl vědom, že pokud by tažení do Čech selhalo, celý lucemburský rod, s nímž byl tak spjat, by se dostal do vážných problémů. Lucemburský tábor se proto uchýlil k variantě, že vojsko v Čechách přezimuje a na Prahu znovu zaútočí až na jaře příštího roku. Jan proto začal jednat s Eliškou Rejčkou, vdovou po českých králích Václavovi II. a Rudolfu I. Habsburském, aby mu vydala některá východočeská města, jež držela. Dne 30. listopadu před Prahou Jan a Rejčka uzavřeli dohodu, že Jan královně-vdově poté, co se zmocní Prahy, splatí dluh, který u Rejčky měl Jindřich Korutanský v hodnotě 6000 hřiven stříbra.

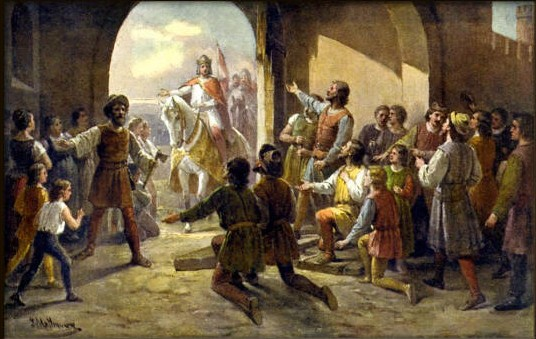
Pražští měšťané otevírají brány Janu Lucemburskému (Josef Mathauser)

Až 3. prosince 1310 se díky tajnému jednání Petra z Aspeltu s některými pražskými měšťany v čele s knězem Elišky Přemyslovny Berengarem Janově vojsku podařilo vniknout do města brankou u dnešní Prašné brány. Janovo vojsko se brzy s křikem Mír, mír, mír! zmocnilo celého města a vyhnalo odsud Míšňany i Korutance. Iniciativy se následně chopila královna Anna, jež na Petrovi z Aspeltu vyžádala nekrvavou kapitulaci korutansko-míšeňského vojska a pro sebe i svého manžela svobodný odchod z Čech. Eliška Přemyslovna i Petr z Aspeltu však podle kronikáře Jana z Viktringu páru odmítli poskytnout doprovod na jejich zpáteční cestě do Korutan. S odchodem z Čech jim nakonec údajně pomohl norimberský purkrabí Fridrich a hrabě Ludvík z Öettingen. Korutanec si z Prahy zároveň odváděl několik rukojmích od pražských měšťanů, které ale ještě v Praze osvobodil Vilém Zajíc z Valdeka. Jindřich Korutanský s chotí opustil Prahu 9. prosince. O zbytku jejich cesty do Korutan se nedochovaly žádné prameny.
Oficiální mír mezi sebou však Korutanec a Lucemburk neuzavřeli, pročež Jindřich až do smrti užíval titulu českého krále. Do Čech mezitím přispěchal míšeňský markrabě Fridrich Pokousaný, který s Janem před Prahou zahájil jednání. Markrabě se vzdal všech svých závazků k Jindřichovi Korutanskému, s výjimkou zástavy některých severočeských měst. Urovnal zde zároveň své nepřátelství s Petrem z Aspeltu a Jindřichem, opatem fuldským. Jan s Fridrichem následně uzavřel spojenectví a Fridrichovi z titulu říšského vikáře udělil jeho země v léno. Smlouva mezi Janem a Fridrichem byla zpečetěna 19. prosince 1310. Dobytím Prahy Jan de facto dobyl celé Čechy.

### Inaugurační diplomy a korunovace (prosinec 1310 – únor 1311)

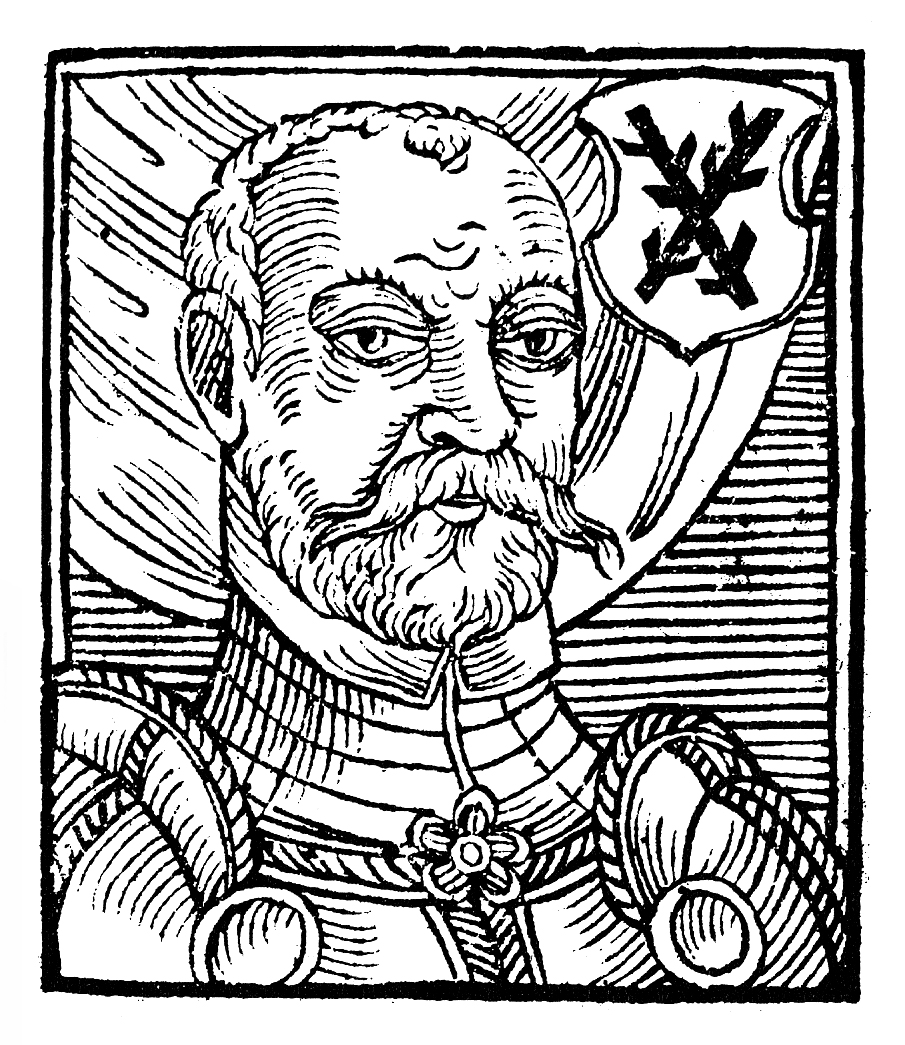
Jindřich z Lipé (Bartoloměj Paprocký z Hlohol a Paprocké Vůle, Diadochus)

Jan Lucemburský po ovládnutí Prahy žil snad přímo v Domě U Kamenného zvonu na Staroměstském náměstí, protože Pražský hrad byl z velké části neobyvatelný. Nový král byl zcela odkázán na pomoc své manželky Elišky, svých poručníků Bertholda VII. a Petra z Aspeltu i německých pánů, kteří s ním v Praze zůstali, jako byli Albrecht z Hohenlohe, Dieter z Castellu, Oldřich z Leuchtenbergu a Filip z Falkensteina. Českému prostředí Jan totiž příliš nerozuměl a neměl ani žádné vladařské zkušenosti. Na rozdíl od francouzského prostředí, v němž Jan vyrůstal, nebyla česká šlechta vůči panovníkovi vázána lenním slibem. Jan tudíž nemohl vědět, jak vztahy šlechty a krále v českých zemích v praxi fungují.
Dne 9. prosince 1310 Jan Lucemburský slavnostně vstoupil do baziliky svatého Víta na Pražském hradě a poklonil se zde ostatkům českých světců. Dne 25. prosince do Prahy svolal zemský sněm, na němž chtěl ustanovit zemské úředníky a přijmout slib věrnosti českých šlechticů. Čeští velmoži však za hlavní bod jednání považovali vypracování smlouvy mezi šlechtou a panovníkem. Na tomto sněmu tak král Jan skutečně vydal takzvané velké privilegium pro českou šlechtu, neboli inaugurační diplom pro Čechy.
Samotné velké privilegium pro Čechy se nedochovalo, obsahově je ale shodné s velkým privilegiem pro Moravu, vydaným 18. června 1311, které je uloženo v Moravském zemském archivu v Brně. Inaugurační diplomy se zdánlivě zachovaly ve formulářové sbírce pražského biskupa Jana IV. z Dražic. Znění této listiny se od velkého privilegia pro Moravu ale obsahově značně liší. Josef Šusta se domníval, že se jednalo o soupis výsad, vydaných Lucemburky ve prospěch české šlechty při jednání na přelomu srpna a září 1310 ve Špýru, které Jan po příjezdu do Čech nedodržel a vydal nové méně štědré privilegium identické s privilegiem pro Moravu. Jeho stanovisko ale vyvrátil Václav Chaloupecký, podle něhož byl tento dokument vypracován až po příjezdu Jana Lucemburského do Prahy českými šlechtici v čele s Janem z Dražic. Jan Lucemburský se svými rádci konečné znění diplomu později ještě zásadně pozměnil. Do inauguračních diplomů byl včleněn mocenský dualismus, moc panovníka a moc šlechty, jež osudově předznamenal celou vládu Jana Lucemburského. Následujících devět let zároveň probíhal boj o naplnění inauguračních diplomů, jehož součástí bylo soupeření jednotlivých šlechtických frakcí.
Inaugurační diplom se skládal především ze čtyř základních ustanovení. Podle prvního ustanovení král nemohl od šlechty vyžadovat zemskou hotovost pro vojenský zásah mimo české země, ale jen pro jejich obranu. Druhé ustanovení upravilo berní povinnosti šlechty, výsadní právo k vybíraní berně si však měl stále podržet panovník. Třetí ustanovení rozšířilo dědické právo šlechticů. Dědické právo šlechty dosud fungovalo v rodičovské linii do čtvrtého kolene, zatímco předtím se dědické právo vztahovalo jen na mužského potomka držitele majetku. Pokud žádné mužské potomky majitel neměl, majetek formou odúmrti spadl na krále. Čtvrtým ustanovením bylo, že král nemůže vládnout pomocí cizinců a že jim nemůže svěřovat zemské úřady, z jejichž držby by vyplývaly důchody nebo statky. Čtvrté ustanovení bylo důsledkem především toho, že za krále fakticky vládli Petr z Aspeltu a Berthold z Hennebergu, čímž byl vytlačován vliv šlechty na panovníka. Rovněž to ale bylo dopadem zkušeností šlechty z období vlády Jindřicha Korutanského, za nějž de facto vládl míšeňský markrabě, a Rudolfa Habsburského, jenž do Čech přivedl velké množství švábských rytířů.
Poté, co Jan ve prospěch šlechty v prosinci 1310 vydal inaugurační diplom, bylo v jejím zájmu, aby Petr z Aspeltu co nejdříve korunoval Jana na českého krále. Petr se ze začátku sice zdráhal, protože si byl vědom, že kvůli nepřítomnosti Jindřicha VII. v Německu na korunovaci nedorazí všichni důležití říšští hosté, nakonec však svolil. Staré město Pražské královskému páru ke korunovaci darovalo klenoty v hodnotě 120 kop grošů. Podobně pár obdarovali i někteří šlechtici a preláti. Jan z Dražic Elišce propůjčil vzácná roucha a koně a na hostinu poskytl i své zásoby potravin. Jan s Eliškou se totiž nacházeli ve složité finanční situaci – peněz se jim zatím nedostávalo a museli splácet dluhy svých předchůdců na českém trůně i těch, které vznikly přípravou tažení do Čech.
Korunovace Jana Lucemburského a Elišky Přemyslovny proběhla 7. února 1311 v bazilice svatého Víta na Pražském hradě a uskutečnil ji Petr z Aspeltu. Přítomni u ni byli duchovní, šlechtici i vyslanci z říše. Podle Petra Žitavského každý z králových hodnostářů při korunovaci držel jeden z korunovačních klenotů. Korunu na Janovu hlavu během korunovační mše drželi dva šlechtičtí mladíci, Bohuslav ze Švamberka a Boru a Fridman ze Smojna, kteří před tím byli králem Janem slavnostně pasováni na rytíře. Následně zřejmě zazněla píseň Hospodine, pomiluj ny. Po slavnostní mši se královský pár doprovázený početným průvodem odebral do města, kde na několika místech, především ale v refektáři minoritského kláštera svatého Jakuba na Starém městě, proběhla hostina.

## Důsledky
Janova autorita v Čechách značně klesla poté, co jeho otec Jindřich VII. zahynul na svém italském tažení. Do roku 1318 Jan pak musel čelit rozbrojům mezi jednotlivými frakcemi zemského panstva. Jednalo se o panskou kliku kolem Jindřicha z Lipé i Elišky Rejčky a další skupinu vedenou Vilémem Zajícem z Valdeka a Eliškou Přemyslovnou. Ze svazku Elišky Přemyslovny a Jana Lucemburského vzešli zejména synové Karel IV. a Jan Jindřich. Počátkem 20. let se jejich manželství však rozpadlo. Eliška Přemyslovna se uchýlila do ústraní a v roce 1330 zesnula. Jan Lucemburský vládl až do roku 1346, Lucemburkové do roku 1437, kdy jejich rod vymřel po meči smrtí Zikmunda Lucemburského.

## Odraz v literatuře a umění

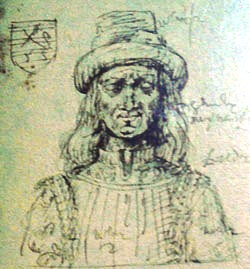
Jan Lucemburský (Antoine de Succa)

Nejdůležitějším a nejautentičtějším svědectvím nástupu Lucemburků na trůn je druhá část Zbraslavské kroniky, sepsaná cisterciákem Petrem Žitavským. Ačkoli byl osobně přítomen jednáním Jindřicha VII. s protikorutanskou českou opozicí, jeho vyprávění je značně tendenční. Jakožto obdivovatel Elišky Přemyslovny a přední český cisterciák se ve své kronice snaží hlavně vyzdvihnout zásluhy cisterciáckých opatů na tomto činu a vylíčit Jindřicha Korutanského jako tyrana. Události mezi lety 1309 a 1311 popisuje také téměř soudobý anonymní kronikář v takzvané Dalimilově kronice. Nástup Jana Lucemburského na český trůn ve svých kronikách vylíčili rovněž kronikáři doby Karla IV. Beneš Krabice z Veitmile, Přibík Pulkava z Radenína a František Pražský, kteří v těchto pasážích nicméně čerpali především ze Zbraslavské kroniky. František Pražský svojí kroniku psal na popud pražského biskupa Jana z Dražic a proto se na dosazení Jana Lucemburského na český trůn snažil vyzdvihnout především jeho zásluhy, ačkoli pražský biskup v tomto období od rozbrojů v zemi udržoval značný odstup.
Ze současné literatury nástup Jana Lucemburského na český trůn vylíčila ve svých románech První muž království, Od trůnu dál a Království na prodej Ludmila Vaňková. Z dalších autorů to byli např. František Niedl a jeho dílo Rytíři z Vřesova, Oldřich Daněk a jeho kniha Král utíká z boje, nebo Jiří Hanibal a román Střepy z královské číše.
V září 2010 ve Špýru proběhla rekonstrukce svatby Elišky Přemyslovny a Jana Lucemburského. V pořadí 700. výročí nástupu Lucemburků na český trůn v roce 2010 připomněla také výstava nazvaná Královský sňatek – Eliška Přemyslovna a Jan Lucemburský 1310, kterou uspořádala historička umění Klára Benešovská v Domě U Kamenného zvonu na Staroměstském náměstí v Praze. Téhož roku byla k výročí špýrské svatby vydána pamětní mince v hodnotě 200 korun, s podobiznou Jana Lucemburského i Elišky Přemyslovny.